# 마텔리타 버아드로모
마텔리타 버아드로모(영어: Matelita Buadromo, 1996년 1월 15일 ~ )은 피지의 수영 선수이다.